# 哈特維爾 (密蘇里州)
哈特維爾（英語：Hartville）是位於美國密蘇里州賴特縣的城市。同時該地也是賴特縣的縣治。

## 人口
根據2020年美國人口普查的數據，哈特維爾的面積為1.72平方千米，當中陸地面積為1.69平方千米，而水域面積為0.03平方千米。當地共有人口594人，而人口密度為每平方千米345人。